# Igor Akinfeïev
Cette page contient des caractères spéciaux ou non latins. S’ils s’affichent mal (▯, ?, etc.), consultez la page d’aide Unicode.
Igor Vladimirovitch Akinfeïev (en russe : Игорь Владимирович Акинфеев), né le 8 avril 1986 à Vidnoïe en Russie, est un footballeur international russe évoluant au poste de gardien de but pour le CSKA Moscou, dont il est le capitaine et le joueur le plus capé.
Son talent lui permet de remporter à dix reprises le prix du meilleur gardien de Russie - décerné par l'hebdomadaire Ogoniok - entre 2004 et 2018. Il fait partie du top 10 des meilleurs gardiens de l'année à deux reprises en 2008 et 2009.
Avec la sélection russe, où il évolue de 2004 à 2018, il participe au Championnat d'Europe de football à quatre reprises, à savoir en 2004, 2008, 2012 et 2016, ainsi qu'à la Coupe du monde 2014 et 2018. Il est capitaine de la Sbornaya durant cette dernière, durant laquelle il s'illustre notamment en huitièmes de finale face à l'Espagne. Il y effectue un arrêt spectaculaire du pied lors de la séance de tirs au but face à Iago Aspas, permettant à la Russie de se qualifier pour la première fois de son histoire pour les quarts de finale d'une coupe du monde.

## Biographie

### Jeunesse et formation
À l'âge de quatre ans, grâce à son père, Akinfeev reçoit un entrainement pour le poste de gardien puis entre au CSKA où il est entrainé par l'ancien gardien Rinat Dasaev. Akinfeïev commence le football sénior à 16 ans, avant de devenir à 17 ans le gardien titulaire du CSKA, qu’il a mené à son premier titre de champion du pays après plusieurs années[réf. souhaitée]. Jouant d'abord avec l'équipe junior du CSKA, il devient Champion de Russie en 2002. Il est diplômé de l'académie de football la même année et signe son premier contrat avec le club moscovite.
En 2002, il est appelé par l'équipe junior de la Russie avec laquelle il fait ses débuts le 21 août dans le match amical contre la Suède (1-1).

### Carrière professionnelle
(février 2018).
Le contenu est difficilement compréhensible vu les erreurs de traduction, qui sont peut-être dues à l'utilisation d'un logiciel de traduction automatique.

#### Saison 2003
Il joue son premier match en tant que professionnel le 29 mars 2003 en 8e de finale de la Coupe de la ligue contre le Zénith Saint-Pétersbourg (défaite 2 à 0), futur vainqueur de la compétition.
Quant à son premier match en championnat, il est joué le 31 mai 2003 contre le club de Krylia Sovetov où il arrête le pénalty tiré par Andreï Kariaka. Le match sera finalement remporté par le CSKA par deux buts à zéro,. Akinfeïev est sacré Champion de Russie à la fin de cette saison, remportant ainsi son premier trophée professionnel.
En Coupe de Russie 2003-2004, il joue deux matchs : le premier le 5 novembre contre le FK Ielets, le match s'est terminé avec la victoire 3-1. Le deuxième, en 1/8 de finale contre le FC Elista où Akinfeïev garde ses buts inviolés pour une victoire facile 4-0.
Après le premier match joué en championnat pour le CSKA, Akinfeïev est appelé en équipe nationale. Cependant, il ne fait ses débuts que le 5 septembre avec l'équipe olympique dans un match contre l'équipe d'Irlande. Le match s'est terminé par le score de 2:0 en faveur des Irlandais toutefois, ils battent la Suisse 2:1.

#### Saison 2005
Cette année, Akinfeïev et ses coéquipiers deviennent Champion de Russie mais ils remportent aussi la Coupe de Russie en battant en finale Khimki un à zéro grâce à un but de Yuri Zhirkov à la 68e.
En Coupe UEFA, après s'être qualifié pour cette coupe en terminant troisième de leur groupe avec sept points, ils parviennent à éliminer successivement le club portugais Benfica Lisbonne, le club serbe Partizan Belgrade, le club français AJ Auxerre et le club italien Parme FC.
Enfin, ils s'opposent en finale au Sporting Clube de Portugal le 18 mai 2005 où ils réalisent l'exploit en renversant la tendance les battant 3-1 grâce à Alexeï Bérézoutski (56e), Zhirkov (66e) et Vagner Love (75e). En remportant ce trophée, les hommes de Valeri Gazzaev ont réussi un double exploit car c'est la première fois qu'un club russe remporte une coupe internationale. De plus, le club effectue le premier triplé russe Championnat/Coupe de Russie/Coupe de l'UEFA.

#### Saison 2006
Après un excellent jeu dans le groupe de la Ligue des Champions 2006-2007, dans lequel le gardien a réussi à garder ses cages inviolées 362 minutes, il est vu comme l'un des gardiens les plus prometteurs (il est souvent comparé à Lev Yachine) et au printemps 2007 des rumeurs font allusion à un transfert à Arsenal. Mais plus tard dans un entretien il admets que dans les quatr prochaines années, il ne va pas quitter le CSKA.

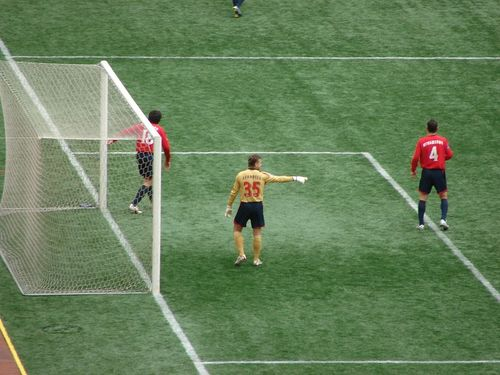
Igor Akinfeïev (en jaune) place ses coéquipiers Yuri Zhirkov (à gauche) et Sergei Ignashevich (à droite) à l'occasion d'un corner le 29 avril 2007 lors d'un match contre Saturn (3:1)

En 2006, il joue dans tous les matches de l'équipe de Russie sans exceptions ni remplacements.

#### Saison 2007
Le 6 mai 2007 lors de la huitième journée du championnat contre le FK Rostov il se rompt le ligament cruciforme du genou et ne peut plus jouer pour quatre mois. Il est alors remplacé en équipe nationale par le portier du Zénith Saint-Pétersbourg (Viatcheslav Malafeïev) tandis qu'en club son remplaçant est Veniamin Mandrykin. Mais grâce à un traitement intensif, Akinfeïev revient dans l'équipe, le premier match après sa blessure s'est tenu le 3 novembre pour la 29e journée contre Kuban. Le match s'est terminé avec le score de 1:0 en faveur du CSKA.

#### Saison 2008
En janvier, il signe en 2008 un contrat jusqu'en 2011 de l'ordre de 3,5 millions de francs de salaire annuel (environ 500 000 €).
Le match de la 16e journée du championnat a permis à Akinfeïev de jouer son 100e match à 22 ans constituant un nouveau record car il devient le plus jeune gardien de but dans l'histoire du football russo/soviétique à jouer autant de matchs pour son âge. Pour le championnat russe, il joue cette saison 30 matchs et encaisse 24 buts.
Il est choisi par le sélectionneur de l'Équipe de Russie, Guus Hiddink, pour être le gardien no 1 pour le Championnat d'Europe malgré la concurrence de Viatcheslav Malafeïev du Zénith Saint-Pétersbourg qui a remporté avec son club la Coupe UEFA de la même année.
À la veille du match contre l'Espagne pour la Demi-finale du Championnat d'Europe, Akinfeïev souligne le facteur psychologique, indissociable des succès de l'équipe : « Je n'aurais jamais cru qu'on enchaînerait par trois victoires. Dans nos têtes, c'était catastrophique. Dans ces cas-là, la clef est psychologique. Une équipe comme la Grèce ne s'est jamais remise de sa défaite lors du premier match. Nous, on a fait corps et remonté à la surface tous ensemble ». Malheureusement, les Espagnols, futurs vainqueurs du championnat d'Europe, remportent ce match qu'ils maitrisent de bout en bout  3 à 0.
Il a encaissé pendant l'Euro, 8 buts en 5 matchs : quatre buts lors du premier match contre l'Espagne, un seul but en quart de finale contre les Pays-Bas et trois buts dans la demi-finale avec l'Espagne.
Il fait partie du top 10 des meilleurs gardiens de l'année étant cinquième au classement devançant des gardiens plus connus comme Júlio César (7e), José Manuel Reina (8e) ou encore Jens Lehmann (9e).

#### Saison 2009
Il joue son premier match officiel de l'année 2009 le 18 février lors du match aller contre Aston Villa à l'occasion des Seizièmes de finale de la Coupe de l'UEFA (match nul 1 partout). Lors du match retour le 26 février, l'équipe assure sa qualification pour les Huitièmes de finale en gagnant 2 à 0 (total 3 - 1). Lors du match aller contre le FC Chakhtior Donetsk (victoire 1 à 0), il réalise un grand match, sauvant son équipe à plusieurs reprises. Lors du match retour joué le 19 mars, bien que le CSKA soit éliminé de la Coupe à la suite de sa défaite 2 à 0, les supporters du CSKA élisent sur un sondage du club, Akinfeïev comme le meilleur joueur du match (côté CSKA) avec 66,7 % des votes soit 7123 voix.
Son premier match de la saison 2009 pour le Championnat de Russie est joué le dimanche 15 mars contre Saturn Ramenskoïe (victoire 3 - 0).
Il réalise un nouveau record le 12 avril lors de la quatrième journée du Championnat contre le Lokomotiv Moscou. L'unique but qu'il encaisse malgré l'imposante victoire 4 à 1, est son 100e pour ses 140 matchs en Championnat. Le meilleur résultat appartenait jusqu'alors au gardien tchèque de Saturn Ramenskoïe Antonín Kinský (120 matchs).
Le CSKA finit finit la saison à la cinquième place et Akinfeïev est nommé Gardien de l'année.

#### Saison 2010
Alors que sa saison commence par une grossière erreur lors de la Supercoupe de Russie contre le Roubine Kazan, où à la suite d'une passe en retrait, il renvoie la balle dans les pieds de l'attaquant adverse (défaite 0-1), il se rattrape en Ligue des champions en enchaînant les bonnes performances notamment lors du match aller sur le terrain de l'Inter Milan en quart de finale où il réalise un match assez exceptionnel malgré la défaite 0-1.

#### Depuis 2011
Il se blesse gravement le 28 août 2011 et sera éloigné des terrains pendant environ six mois. Le CSKA recrute Vladimir Gaboulov pour assurer l'intérim.
Il devient en mai 2019 le premier joueur de l'histoire du CSKA à atteindre les 600 matchs joués avec l'équipe première du club.
Le 21 août 2021, Akinfeïev bat le record du nombre de matchs disputés dans le championnat russe en réalisant sa 490e apparition contre l'Akhmat Grozny. Il dépasse à cette occasion son ancien coéquipier Sergueï Ignachevitch. Il atteint ensuite la barre des 500 rencontres le 21 novembre suivant contre le FK Khimki, pour ce qui est aussi son 800e match toutes équipes et compétitions confondues, constituant un record pour un joueur évoluant dans un club russe.
Il joue son 700e match avec le CSKA le 16 avril 2022 contre le FK Oufa en Championnat.
Il prolonge son contrat avec le CSKA jusqu'au 30 juin 2024 le 20 mai 2022.
Il prolonge son contrat avec le CSKA jusqu'au 30 juin 2026 le 24 mai 2024.
Il joue son 800e match avec le CSKA le 27 juillet 2025 contre l'Akhmat Grozny en Championnat.

## Statistiques
| Saison                | Club                  | Championnat           | Championnat | Championnat | Coupe(s) nationale(s) | Coupe(s) nationale(s) | Supercoupe | Supercoupe | Compétition(s) continentale(s) | Compétition(s) continentale(s) | Compétition(s) continentale(s) | Russie | Russie | Total | Total |
| Saison                | Club                  | Division              | M.          | B.          | M.                    | B.                    | M.         | B.         | Comp.                          | M.                             | B.                             | M.     | B.     | M.    | B.    |
| 2003                  | CSKA Moscou           | D1                    | 13          | 0           | 4                     | 0                     | -          | -          | C1                             | 1                              | 0                              | -      | -      | 18    | 0     |
| 2004                  | CSKA Moscou           | D1                    | 26          | 0           | 1                     | 0                     | 1          | 0          | C1                             | 10                             | 0                              | 1      | 0      | 39    | 0     |
| 2005                  | CSKA Moscou           | D1                    | 29          | 0           | 7                     | 0                     | -          | -          | C3+SC                          | 15+1                           | 0                              | 7      | 0      | 59    | 0     |
| 2006                  | CSKA Moscou           | D1                    | 28          | 0           | 7                     | 0                     | -          | -          | C1                             | 8                              | 0                              | 7      | 0      | 50    | 0     |
| 2007                  | CSKA Moscou           | D1                    | 10          | 0           | 2                     | 0                     | 1          | 0          | C3+C1                          | 2+3                            | 0                              | 2      | 0      | 20    | 0     |
| 2008                  | CSKA Moscou           | D1                    | 30          | 0           | 2                     | 0                     | -          | -          | C1                             | 6                              | 0                              | 12     | 0      | 50    | 0     |
| 2009                  | CSKA Moscou           | D1                    | 30          | 0           | 4                     | 0                     | 1          | 0          | C3+C1                          | 4+6                            | 0                              | 10     | 0      | 55    | 0     |
| 2010                  | CSKA Moscou           | D1                    | 28          | 0           | 1                     | 0                     | 1          | 0          | C1+C3                          | 4+7                            | 0                              | 7      | 0      | 48    | 0     |
| 2011-2012             | CSKA Moscou           | D1                    | 28          | 0           | 4                     | 0                     | 1          | 0          | C1                             | 4                              | 0                              | 6      | 0      | 43    | 0     |
| 2012-2013             | CSKA Moscou           | D1                    | 29          | 0           | 2                     | 0                     | -          | -          | C3                             | 2                              | 0                              | 7      | 0      | 40    | 0     |
| 2013-2014             | CSKA Moscou           | D1                    | 29          | 0           | 3                     | 0                     | 1          | 0          | C1                             | 6                              | 0                              | 13     | 0      | 52    | 0     |
| 2014-2015             | CSKA Moscou           | D1                    | 30          | 0           | 2                     | 0                     | 1          | 0          | C1                             | 6                              | 0                              | 8      | 0      | 47    | 0     |
| 2015-2016             | CSKA Moscou           | D1                    | 30          | 0           | 3                     | 0                     | 1          | 0          | C1                             | 10                             | 0                              | 10     | 0      | 54    | 0     |
| 2016-2017             | CSKA Moscou           | D1                    | 29          | 0           | -                     | -                     | 1          | 0          | C1                             | 6                              | 0                              | 11     | 0      | 47    | 0     |
| 2017-2018             | CSKA Moscou           | D1                    | 28          | 0           | -                     | -                     | -          | -          | C1+C3                          | 10+6                           | 0                              | 10     | 0      | 54    | 0     |
| 2018-2019             | CSKA Moscou           | D1                    | 30          | 0           | -                     | -                     | 1          | 0          | C1                             | 5                              | 0                              | -      | -      | 36    | 0     |
| 2019-2020             | CSKA Moscou           | D1                    | 30          | 0           | 1                     | 0                     | -          | -          | C3                             | 5                              | 0                              | -      | -      | 36    | 0     |
| 2020-2021             | CSKA Moscou           | D1                    | 28          | 0           | 3                     | 0                     | -          | -          | C3                             | 6                              | 0                              | -      | -      | 37    | 0     |
| 2021-2022             | CSKA Moscou           | D1                    | 29          | 0           | 2                     | 0                     | -          | -          | -                              | -                              | -                              | -      | -      | 31    | 0     |
| 2022-2023             | CSKA Moscou           | D1                    | 29          | 0           | 6                     | 0                     | -          | -          | -                              | -                              | -                              | -      | -      | 35    | 0     |
| 2023-2024             | CSKA Moscou           | D1                    | 25          | 0           | 1                     | 0                     | 1          | 0          | -                              | -                              | -                              | -      | -      | 27    | 0     |
| 2024-2025             | CSKA Moscou           | D1                    | 28          | 0           | 2                     | 0                     | -          | -          | -                              | -                              | -                              | -      | -      | 30    | 0     |
| 2025-2026             | CSKA Moscou           | D1                    | 2           | 0           | 0                     | 0                     | 1          | 0          | -                              | -                              | -                              | -      | -      | 3     | 0     |
| Total sur la carrière | Total sur la carrière | Total sur la carrière | 598         | 0           | 57                    | 0                     | 12         | 0          | -                              | 133                            | 0                              | 111    | 0      | 911   | 0     |

## Palmarès

### En club
| CSKA Moscou (23) |
| --- |
| - Championnat de Russie (6) : - Champion : 2003, 2005, 2006, 2013, 2014, 2016 - Vice-champion : 2004, 2008, 2010, 2015, 2018 - Coupe de Russie (8) : - Vainqueur : 2005, 2006, 2008, 2009, 2013, 2018, 2023, 2025 - Finaliste : 2016 - Supercoupe de Russie (8) : - Vainqueur : 2004, 2006, 2007, 2009, 2013, 2014, 2018 - Finaliste : 2010, 2011, 2016, 2023, 2025 - Supercoupe d'Europe (0) : - Finaliste : 2005 - Coupe de l'UEFA (1) : - Vainqueur : 2005 |

### Distinctions individuelles
Il est élu meilleur joueur de football de la CEI et des pays baltes 2006 par le journal russe  Sport-Express. Il est élu gardien de l'année du Championnat de Russie 2009. Son talent lui permet de remporter à dix reprises le Prix du meilleur gardien de Russie décerné par l'hebdomadaire Ogoniok en 2004, 2005, 2006, 2008, 2009, 2010, 2013, 2014, 2017 et 2018.
Il reçoit l'Ordre de l'amitié des mains du président russe Vladimir Poutine. Il est nommé ambassadeur de la Coupe du monde 2018, qui se déroule en Russie.

## Vie privée
Il a écrit un livre intitulé « 100 penalty de lecteurs » (« 100 пенальти от читателей »), dans lequel, en réponse aux questions posées par les fans de football, il raconte son enfance, sa famille, ses amis, sa vision du monde, et les moments les plus intéressants de sa carrière sportive.

## Source
- (ru) Cet article est partiellement ou en totalité issu de l’article de Wikipédia en russe intitulé « Акинфеев, Игорь Владимирович » (voir la liste des auteurs).